# Віллі Дітріх
Не плутати з льотчиком!
Віллі Дітріх (нім. Willi Dietrich; 20 грудня 1909, Марбург — 29 квітня 1945, Кольська затока) — німецький офіцер-підводник, оберлейтенант-цур-зее крігсмаріне.

## Біографія
В 1928 році вступив на флот. В серпні-жовтні 1938 року — старший штурман на підводному човні U-35, з січня 1940 по січень 1941 року — U-28, з 3 березня 1941 року — на U-125. З жовтня 1942 по квітень 1943 року пройшов курс командира човна. З 5 червня 1943 року — командир U-286, на якому здійснив 4 походи (разом 119 днів у морі). 29 квітня 1945 року потопив британський фрегат «Гудал» водотоннажністю 1150 тонн; 112 зі 156 членів екіпажу загинули. Того ж дня U-286 був потоплений в Кольській затоці (69°29′ пн. ш. 33°37′ сх. д.) глибинними бомбами британських фрегатів «Лох Інш», «Ангуілла» і «Коттон». Всі 51 члени екіпажу загинули.

## Звання
- Лейтенант-цур-зее (1 жовтня 1942)
- Оберлейтенант-цур-зее (1 квітня 1943)

## Нагороди
- Медаль «За вислугу років у Вермахті» 4-го класу (4 роки)
- Нагрудний знак підводника (23 березня 1940)
- Залізний хрест
  - 2-го класу (23 березня 1940)
  - 1-го класу (1 грудня 1940)
- Фронтова планка підводника в бронзі (1944)